# Chorthippus relicticus
Chorthippus relicticus is een rechtvleugelig insect uit de familie veldsprinkhanen (Acrididae). De wetenschappelijke naam van deze soort is voor het eerst geldig gepubliceerd in 2010 door Sirin, Helversen & Çiplak.
1. ↑  (en) Chorthippus relicticus op de IUCN Red List of Threatened Species.